# Sawari Jawharnagar
Sawari Jawharnagar là một thị trấn thống kê (census town) của quận Bhandara thuộc bang Maharashtra, Ấn Độ.

## Nhân khẩu
Theo điều tra dân số năm 2001 của Ấn Độ, Sawari Jawharnagar có dân số 11.775 người. Phái nam chiếm 52% tổng số dân và phái nữ chiếm 48%. Sawari Jawharnagar có tỷ lệ 84% biết đọc biết viết, cao hơn tỷ lệ trung bình toàn quốc là 59,5%: tỷ lệ cho phái nam là 89%, và tỷ lệ cho phái nữ là 78%. Tại Sawari Jawharnagar, 8% dân số nhỏ hơn 6 tuổi.